# Przegląd Teatrów Małych Form „Kontrapunkt”
Przegląd Teatrów Małych Form „Kontrapunkt” – coroczny międzynarodowy festiwal teatralny, organizowany w miesiącach wiosennych w Szczecinie. Pierwsza edycja przeglądu odbyła się w 1966 roku (jako Szczeciński Przegląd Teatralny), z czasem nazwę festiwalu zmieniono dla podkreślenia zderzenia różnych nurtów i formacji teatralnych. Festiwalowi towarzyszy sesja teatrologiczna oraz liczne imprezy (wystawy, koncerty, seanse filmowe, performance) organizowane przez szczecińskie środowiska artystyczne.
Organizatorem Przeglądu jest Dom Kultury 13 Muz w Szczecinie, a współorganizatorami Przeglądu są szczecińskie teatry.
Od 2017 roku dyrektorem przeglądu jest Marek Sztark.